# Peter Assmann
Peter Assmann est un artiste visuel autrichien, également auteur et directeur de musées.
Né le 28 août 1963 à Zams, dans le Tyrol (Autriche), Peter Assmann obtient un doctorat d’histoire de l’art en 1987, à l’université d’Innsbruck, où il a étudié aussi l’histoire et la germanistique,
Historien de l’art, professeur d’université, artiste plasticien, commissaire d’expositions, auteur, il a été directeur des musées régionaux (Landesmuseen) de Haute Autriche (de 2000 à 2013), président de l’association des musées d’Autriche (de 2002 à 2012), et vice-président de la Société autrichienne de Folklore (2010-2013).
Membre fondateur des groupes d’artistes „c/o: K – Institut für Kunstinitiativen“, et „Sinnenbrand“,  il a été également membre de NEMO (Network of European Museum Organisations) de 2009 à 2014.
En Italie, pays où Il a étudié et travaillé (en 1989, à Florence, au Deutsches Kunsthistorisches Institut), il est depuis 2011 membre du comité scientifique pour le musée du Castello di Buonconsiglio de Trente. Il a été nommé directeur du complexe muséal du Palais ducal de Mantoue en décembre 2015.
Le 1er novembre 2019, Peter Assmann a repris la direction des musées d’état du Tyrol (Tiroler Landesmuseen), résultat de la fusion, en 2007, du musée régional du Tyrol (Tiroler Landesmuseum Ferdinandeum) avec l'armurerie, le musée d'art populaire tyrolien, le palais impérial (Hofburg) devenu propriété de l’état autrichien en 1921, le musée des bataillons de fusiliers de l’empereur (Kaiserschützenmuseum) et les archives de chansons folkloriques.

## Ouvrages
- Orte, dabei, Arovell Verlag, Gosau 2011
- Karl Hauk, Bibliothek der Provinz, Weitra 2008
- Der Maler Aloys Wach, G.-M. Bock, Frankfurt am Main 2007
- Bereits Bemerktes, Arovell Verlag, Gosau 2006
- Obsessions, Bibliothek der Provinz, Weitra 2006